# Георгиу, Мариос
Мариос Георгиу (англ. Marios Georgiou; род. 10 ноября 1997, Лимасол, Лимасол) — киприотский гимнаст, первый представитель Кипра в спортивной гимнастике на летних Олимпийских играх 2016 года. Чемпион Европы 2022 года на перекладине, чемпион Игр малых государств 2015 года в личном и командном первенстве, в опорном прыжке, на коне, брусьях и перекладине. По итогам квалификационного раунда он вышел в финал личного многоборья и финал выступлений на коне (как резервист).
На Играх Содружества 2018 года стал обладателем золотой медали в вольном упражнении и упражнении на параллельных брусьях, а также показал третий результат в многоборье.